# École des technologies numériques appliquées
L'École des technologies numériques appliquées, con nome d'uso ETNA, è una scuola di ingegneria nelle informatica di Francia. Offre corsi di livello laurea specialistica, di master di secondo livello.
L'ETNA è una delle scuole di ingegneria di Parigi che si raggruppano nel il gruppo IONIS Education Group all'interno del quale si condividono attività formative principalmente extra-curriculari.